# アリャクサンドル・ハツケヴィッチ
アリャクサンドル・ハツケヴィッチ(ベラルーシ語:Аляксандр Хацкевіч, 英語:Alyaksandr Khatskevich, 1973年10月19日 - ) は、ソビエト連邦(現ベラルーシ) ミンスク出身の元サッカー選手。現サッカー指導者でカルミオティッサFCの監督。現役時代のポジションは、MF。

## 経歴
現役時代は、1993年から2005年までベラルーシ代表として39試合に出場し4得点という成績を残した。
現役を引退してからは、サッカー指導者となった。
33歳の時、古巣であるディナモ・ミンスクの監督に就任。
2014年12月から2016年12月までベラルーシ代表の監督を務めた。
2017年から2019年まではディナモ・キーウの監督を務め、ウクライナ・スーパーカップの連覇に導いた。

## タイトル

### 選手時代
ディナモ・ミンスク
- ベラルーシ・プレミアリーグ:4回（1992–93, 1993–94, 1994–95,1995,1996）
- ベラルーシカップ :1回（1993–94）

ディナモ・キーウ
- ウクライナ・プレミアリーグ:7回（1996–97, 1997–98,1998–99,1999–2000,2000–01, 2002–03, 2003–04）
- ウクライナカップ:4回（1997–98, 1998–99,1999–2000,2002–03）
- ウクライナ・スーパーカップ:1回（2004）

### 監督時代
FCディナモ・キーウ
- ウクライナ・スーパーカップ:2回（2018,2019）